# Гирвасское сельское поселение
Ги́рвасское се́льское поселе́ние — муниципальное образование в Кондопожском районе Республики Карелия Российской Федерации. Административный центр — посёлок Гирвас.

## Общие сведения
Сельское поселение образовано 1 ноября 2004 года в ходе муниципальной реформы. Ранее существовала Гирвасская поселковая администрация, которая объединяла 11 населенных пунктов.
Площадь территории — 650,4 км².

## Население
| 2009  | 2010  | 2012  | 2013  | 2014  | 2015  | 2016  |
| ----- | ----- | ----- | ----- | ----- | ----- | ----- |
| 1701  | ↘1569 | ↘1507 | ↘1482 | ↘1394 | ↘1346 | ↘1301 |
| 2017  | 2018  | 2019  | 2020  | 2021  | 2023  |       |
| ↘1294 | ↘1246 | ↘1195 | ↘1169 | ↘1136 | ↘1081 |       |

## Населённые пункты
В состав сельского поселения входит 15 населённых пунктов:
| №  | Населённый пункт | Тип населённого пункта | Население |
| -- | ---------------- | ---------------------- | --------- |
| 1  | Антипинская      | деревня                | →0        |
| 2  | Белая Гора       | деревня                | ↘28       |
| 3  | Гирвас           | посёлок                | ↘1042     |
| 4  | Евхоя            | деревня                | ↘2        |
| 5  | Койкары          | деревня                | ↘2        |
| 6  | Красная Речка    | деревня                | ↘2        |
| 7  | Лижмозеро        | деревня                | ↗2        |
| 8  | Линдозеро        | деревня                | →9        |
| 9  | Райгуба          | посёлок                | ↘4        |
| 10 | Святнаволок      | деревня                | ↗29       |
| 11 | Тивдия           | деревня                | ↘197      |
| 12 | Уссуна           | деревня                | ↗12       |
| 13 | Эльмус           | посёлок                | ↘59       |
| 14 | Юркостров        | деревня                | ↘87       |
| 15 | Юстозеро         | деревня                | ↗7        |

## Местное самоуправление
Структуру органов местного самоуправления Гирвасского сельского поселения составляют:
- Совет Гирвасского сельского поселения (10 депутатов, срок полномочий — 4 года)
- глава Гирвасского сельского поселения (избирается гражданами сроком на 4 года)
- администрация Гирвасского сельского поселения (главой администрации является глава поселения)